# 蓝天下的单相思
蓝天下的单相思，是SKE48的第2张单曲。分为通常盘与剧场盘两种样式，由日本クラウン于2010年3月24日发售。

## 概要
- 与前作（《坚强之勇者》）发售时间相隔7个月，也是与日本クラウン签约后发售的首张单曲。
- 选拔组成员制度自本作起开始实施。
- PV是在位于东京都幕张的APA HOTEL之楼顶（高度距地面有190米）拍摄，当时现场温度只有-2°C[1]。

## 选拔组成员
- 所有SKE48成员均参加了本作的录制。

团队所属情况均截止至发售时

### 蓝天下的单相思
（中心：松井珠理奈）
- Team S：木下有希子、松井珠理奈、松井玲奈、矢神久美
- Team KII：小木曽汐莉、高柳明音、向田茉夏

### 蹦极宣言
“Team B.L.T.”名义
（中心：小野晴香）
（以粗体标注者为主要成员）
- Team S：大矢真那、小野晴香、桑原みずき、新海里奈、须田亚香里、高田志織、出口陽、中西優香、平田璃香子、平松可奈子、松下唯、森紗雪
- Team KII：赤枝里々奈、石田安奈、内山命、加藤智子、鬼頭桃菜、斉藤真木子、佐藤聖羅、佐藤实绘子、古川愛李、松本梨奈、山田澪花、若林倫香
- 研究生：阿比留李帆、磯原杏華、今出舞、上野圭澄、加藤るみ、木﨑ゆりあ、後藤理沙子、秦佐和子、半田礼音、松村香織、間野春香、矢方美紀、山田惠里伽

## 收录曲目
1. 蓝天下的单相思
（作词：秋元康、作曲：島崎貴光、编曲：野中 "まさ" 雄一）
  - TBS系《笑撃!ワンフレーズ》3、4月度片尾曲
2. 蹦极宣言
（作词：秋元康　作曲：森英治　编曲：原田ナオ）
3. 蓝天下的单相思（off vocal）
4. 蹦极宣言（off vocal）

DVD（仅通常盘）
1. 蓝天下的单相思 Music Video
2. 蹦极宣言 Music Video
3. 特典影像（蓝天下的单相思 选拔组成员公布档案）

特典（仅限初回出货部分）
- 全国握手会参加券（全日本共四地）
- “SKE48 Request Hour Set List Best 30 2010”投票券